# Bisdom Adria-Rovigo
Het bisdom Adria-Rovigo (Latijn: Dioecesis Adriensis-Rhodigiensis, Italiaans: Diocesi di Adria-Rovigo) is een in Italië gelegen rooms-katholiek bisdom met zetel in de stad Rovigo. De kathedraal bevindt zich echter in Adria. Het bisdom behoort tot de kerkprovincie Venetië en is samen met de bisdommen Belluno-Feltre, Chioggia, Concordia-Pordenone, Padua, Treviso, Vicenza en Vittorio Veneto suffragaan aan het patriarchaat Venetië.

## Geschiedenis
Het bisdom Adria werd opgericht in de 7e eeuw. Op 30 september 1986 werd het bisdom door de Congregatie voor de Bisschoppen met het decreet Instantibus votis veranderd in bisdom Adria-Rovigo. 

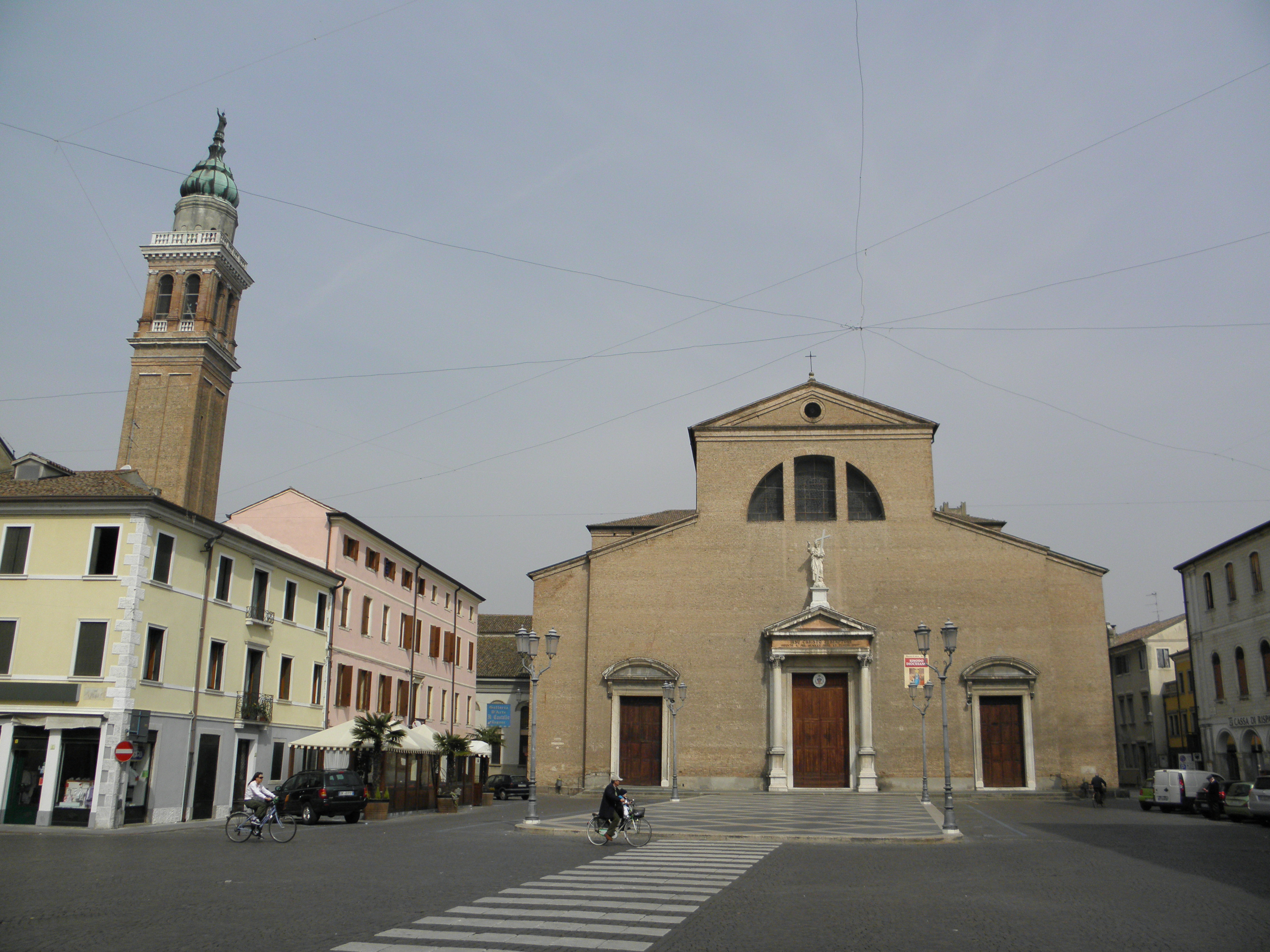
Kathedraal van Adria
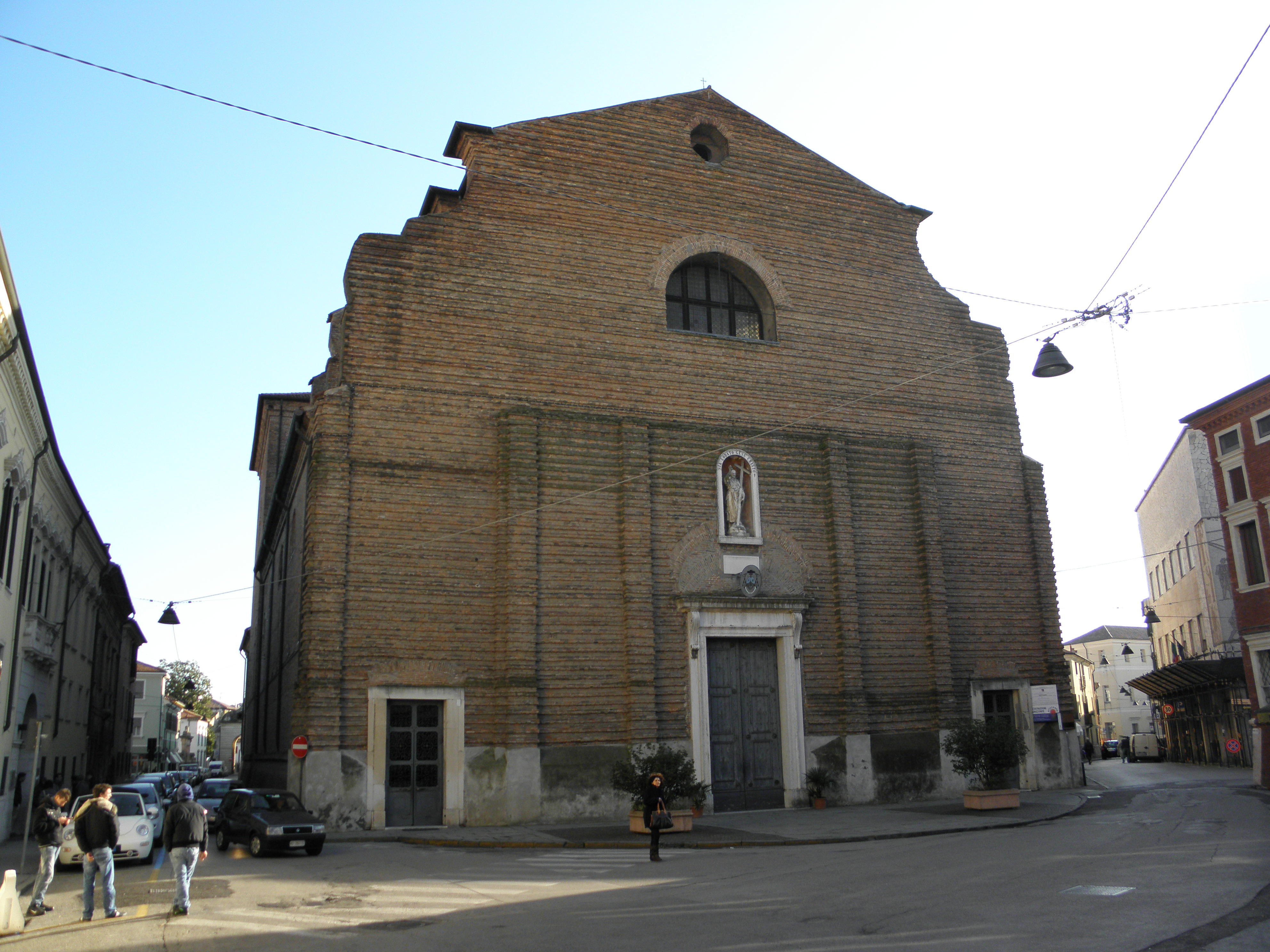
cokathedraal van Rovigo